# Land- und Stadtgericht Calbe (Saale)
Das Land- und Stadtgericht Calbe (Saale) war ein preußisches Land- und Stadtgericht mit Sitz in Calbe (Saale).

## Geschichte
Im Königreich Westphalen wurde die bisherige Verwaltungs- und Justizorganisation aufgehoben und neue Gerichte nach französischem Vorbild geschaffen, siehe Justizwesen im Königreich Westphalen. In Calbe (Saale) bestand ein Friedensgericht für den Stadtkanton Calbe und eines für den Landkanton Calbe. Zuständiges Distriktsgericht war das Distriktsgericht Magdeburg. 
Nach den Napoleonischen Kriegen bemühte sich der preußische Staat, die Gerichtsbarkeit der Städte und der Gutsbesitzer in staatliche Hand zu überführen. Von Mitte der 1810er bis Ende der 1820er Jahre wurde das Land- und Stadtgericht, also ein Gericht, welches für Stadt und Landbezirke zuständig war, zur üblichen Organisationsform für Eingangsgerichte in Landstädten in Preußen. 
Das so 1816 entstandene Land- und Stadtgericht Calbe (Saale) war ein Gericht 1. Klasse und mit einem Direktor, fünf Richtern und vier Justizkommissaren besetzt. Gericht 1. Klasse bedeutete, dass es nicht nur als Einzelrichter entscheiden konnte, sondern auch kollegialen Entscheidungen treffen konnte. Sein Sprengel umfasste die Städte Barby, Calbe und Staßfurth und die Ortschaften Athensleben, Atzendorf, Bernburger- und Schloßvorstadt von Calbe, Bisdorf, Borne, Breitenhagen, Brumby, Dornebock, Eickendorf, Förderstedt, Gottesgnaden, Glöthe, Gramsdorf, Hohendorf, Löderburg, Löbnitz, Neugattersleben, Patzetz, Rajoch, Groß- und Klein Rosenburg, Sachsendorf, Schwarz, Alt-Staßfurth, Tornitz, Trabitz, Uelnitz, Werkleitz, Wespen, Zens und Zuchau.
Das Land- und Stadtgericht Calbe verwaltete daneben das Patrimonialgericht Neugattersleben mit Neugattersleben, Glöthe, Hohendorf und Löbnitz (1325 Einwohner).
Nach der Märzrevolution wurden in Preußen einheitlich Kreisgerichte als Eingangsgerichte eingerichtet und die Patrimonialgerichtsbarkeit abgeschafft. Damit entstand 1849 in Calbe das Kreisgericht Calbe a.d. Saale im Sprengel des Appellationsgerichtes Magdeburg und das Land- und Stadtgericht Calbe (Saale) wurde aufgehoben.

## Gerichtskommission Aken
Der Sprengel der Gerichtskommission Aken umfasste Aken, Chörau, Klietzen, Kühren, Löderitz, Maxdorf, Mennewitz, Micheln und Susigke.
Die Gerichtskommission Aken verwaltete daneben das Patrimonialgericht Mennewitz mit Mennewitz (121 Einwohner).
1849 wurde die Gerichtskommission Aken in eine Gerichtskommission des Kreisgerichts Calbe a.d. Saale umgewandelt.